# گمینا وسومیتسه
گمینا وسومیتسه (به لهستانی:  Gmina Łysomice) یک گمینا در لهستان است که در شهرستان تورونی واقع شده‌است. گمینا وسومیتسه ۱۲۷٫۳۴ کیلومتر مربع مساحت و ۸٬۳۹۶ نفر جمعیت دارد.